# Luteina (barwnik)
Luteina (E161b) – organiczny związek chemiczny, żółty barwnik należący do ksantofili (podgrupa karotenoidów), alkoholowa pochodna α-karotenu. Do zastosowań przemysłowych otrzymuje się ją z traw.

## Występowanie
W stanie naturalnym występuje m.in. w żółtku i komórkach tłuszczowych. Jest jednym z głównych ksantofili obecnych w tkankach roślinnych oraz olejach pochodzenia roślinnego. Jest powszechnie obecna w owocach i warzywach. W krajach europejskich do najistotniejszych jej źródeł należą (ze względu na wielkość spożycia i wysoką zawartość luteiny): szpinak, groch, sałata, brokuł, papryka, pomidor, jaja kurze, marchew, pomarańcza, cykoria.

## Działanie
Luteina jest istotna dla prawidłowego funkcjonowania narządu wzroku, gdyż chroni go przed uszkodzeniami powodowanymi przez wolne rodniki. Szczególnie dużo luteiny zawiera siatkówka oka oraz plamka żółta, za której kolor odpowiadają także inne ksantofile - zeaksantyna i β-kryptoksantyna.

## Zastosowanie
W przemyśle spożywczym używa się jej jako barwnika do zup i napojów alkoholowych, a także ciast i przetworzonej żywności. Luteina jest również składnikiem niektórych karm dla zwierząt (np. drobiu).